# Școala de Studii Orientale și Africane
Școala de Studii Orientale și Africane (în engleză SOAS University of London - engleză School of Oriental and African Studies) este o universitate publică de cercetare din Londra, Anglia și un colegiu constitutiv al Universității federale din Londra. Fondată în 1916, SOAS este situată în Bloomsbury în centrul Londrei.
SOAS este instituția pe locul întâi în lume în ceea ce privește studiul Asiei, Africii și a Orientului Mijlociu.
La SOAS au absolvit mai mulți viitori șefi de state, miniștri guvernamentali, diplomați, bancheri centrali, judecători ai Curții Supreme, un laureat al Premiului Nobel pentru Pace (Aung San Suu Kyi) și mulți alți lideri notabili din întreaga lume.